# Daisy Fuentes
Daisy Fuentes (ur. 17 listopada 1966 w Hawanie) – kubańsko–amerykańska modelka, prezenterka telewizyjna, aktorka i komiczka.
W wieku trzech lat przeprowadziła się z rodziną do Madrytu. Cztery lata później wyemigrowała do Harrison w New Jersey. Studiowała następnie dziennikarstwo na Bergen Community College. 
W 1996 zdobyła nominację do NCLR Bravo Award za wybitny występ kobiety w różnych lub muzycznych serialach/specjalnych w Latino Laugh Festival (1997). W 1999 była nominowana do ALMA Award w kategorii wybitny gospodarz w programie rozrywkowym/muzycznym/komediowym lub serialu w America’s Funniest Home Videos (1998–2019).
Była na okładkach magazynów takich jak „Mademoiselle” (w grudniu 1999), „Stuff” (we wrześniu 2002 i we wrześniu 2003), „Hombre” (w maju 2004), „Vegas” (w czerwcu 2004), „La Guia” (w lipcu 2008), „Latina” (w sierpniu 2009), „Mujer” (w sierpniu 2010), „Selecta” (w listopadzie 2011 i w czerwcu 2015), „Para Todos” (w listopadzie 2012), „Vida Latina” (w maju 2013), „La Bamba” (w styczniu 2014) i „New You” (we wrześniu 2020).
23 grudnia 2015 wyszła za mąż za amerykańskiego wokalistę, kompozytora, twórcę tekstów i producenta płytowego  Richarda Marxa.